# Darwin Espinoza
Jhaec Darwin Espinoza Vargas (Chimbote, Áncash, 19 de febrero de 1983) es un político peruano. Es congresista de la república por Áncash para el periodo parlamentario 2021-2026.

## Biografía
Nació en el Distrito de Chimbote, ubicado en la provincia del Santa, del Departamento de Áncash, el 19 de febrero de 1983. Realizó sus estudios primarios y secundarios en su tierra natal. Ingresó a la Universidad Nacional Federico Villarreal, sin embargo, no llegó a concluirla.
Laboró como asesor en el Gobierno Regional de Áncash durante el mandato de Waldo Ríos Salcedo, quien luego fuese condenado por delitos de corrupción. Es militante del partido Acción Popular. Su carrera política se inició en las elecciones municipales de 2006 como candidato a regidor del municipio de Lima por Acción Popular. Sin embargo, la candidatura no tuvo éxito.

### Congresista
Para las elecciones generales de 2021, anunció su candidatura al Congreso de la República en representación de Áncash por Acción Popular y logró ser elegido con 6505 votos para el periodo parlamentario 2021-2026. En el Parlamento ejerció como presidente de la Comisión de Vivienda y Construcción.

## Controversias

### Caso Los Niños
Darwin Espinoza fue sindicado como presunto miembro del grupo parlamentario «Los Niños». Espinoza, junto con otros cinco parlamentarios, apoyaba al entonces presidente, Pedro Castillo, a cambio de contratos millonarios con el Ministerio de Transportes y Comunicaciones. Otro punto es que favorecía con sus votos en el Parlamento al Gobierno.
Espinoza ha negado ser parte de dicho grupo y afirma que se trata de difamaciones de la oposición debido a su postura en el parlamento y además que es un perseguido político. En julio de 2025, la fiscalía de la Nación presentó denuncia constitucional en su contra por el referido caso.

### Caso Adelante Áncash
En abril de 2024, se emitió un reportaje en donde se detalla que Espinoza solicitó 10 mil hojas bond a la Oficina de Abastecimiento del Poder Legislativo para imprimir fichas de afiliación con el fin de inscribir su partido Movimiento Regional Adelante Áncash. Espinoza utilizaba su oficina parlamentaria como centro de operaciones para labores proselitistas personales. Además, los trabajadores de su despacho tendrían que buscar las firmas necesarias para conseguir la inscripción del movimiento. Un extrabajador del congresista manifestó que este los obliga a viajar solos o en grupos a las provincias de Áncash. Contó también que gastan de su propio dinero no solo para cubrir sus gastos personales, sino también para comprar regalos para la gente a cambio de una firma.
A consecuencia del reportaje y sus denuncias en el caso Los Niños, el 15 de abril, el Partido Acción Popular, inició su proceso de expulsión.